# Cernizza
Cernizza (in sloveno Črniče) è un paese della Slovenia, insediamento (naselje) del comune di Aidussina.
La località è capoluogo di una comunità locale, che comprende anche il vicino insediamento di Ravne.

## Geografia fisica
La località è situata a 11,5 km dal confine italiano nella Valle del Vipacco.
A sudovest di Cernizza in passato passava la strada romana che collegava Aquileia a Sisak.

### Corsi d'acqua
Vogršček; Ravenšček.

## Storia
Tornata sotto dominio asburgico nel 1815, nel XIX secolo Cernizza fu comune autonomo. Dapprima fu soltanto un comune catastale, che includeva anche il vicino villaggio di Rauna (Ravna), successivamente però divenne anche comune amministrativo, inglobando i vicini comuni catastali di Battuglia (Batuje o Batulja) e Sella (Selo). A livello amministrativo apparteneva alla Contea di Gorizia e Gradisca (a sua volta inquadrata dapprima nel Regno d'Illiria e poi dal 1849 nel Litorale austriaco). La località in questo periodo era nota con il toponimo italiano di Cernizza e con quelli sloveni di Črniče, Černiče o Cernica.
Nel 1920, in seguito alla prima guerra mondiale e al Trattato di Rapallo, il comune passò, come tutta la Venezia Giulia, al Regno d'Italia; nel 1923 venne inserito nel circondario di Gorizia della provincia del Friuli, con il nome di Cernizza Goriziana e mantenendo la medesima circoscrizione territoriale dell'epoca asburgica. Nel 1927 passò alla nuova provincia di Gorizia, e dopo pochi mesi vi furono aggregati i comuni di Camigna, Goiaci e Vertovino. A quest'epoca quindi il comune includeva le frazioni di: 
- Cernizza/Cernizza Goriziana, con il centro di Rauna/Rauna del Castello (Ravna);
- Batuie/Battuglia (Batuje);
- Selo/Sella del Bivio (Selo);
- Camnie/Camigna (Kamnje), con il centro di Potocce (Potoče);
- Goiaze/Goiaci (Gojače), con il centro di Maloze/Malosce (Malovše);
- Vertovino (Vrtovin), con i centri di Losari (Lozarji) e Sebuli/Cebuli (Čebulji).[12][15]

Nel 1947, in seguito alla seconda guerra mondiale e ai Trattati di Parigi, il territorio passò alla Jugoslavia, che lo aggregò al comune di Aidussina. Dal 1991 fa parte della Slovenia.

### Simboli
Durante il periodo italiano (1921-1947) vennero concessi stemma e gonfalone con il regio decreto del 21 giugno 1942. Il gonfalone era un drappo partito di azzurro e di bianco.